# セヴェリーノ・ドス・ハモス・ドゥルヴァウ・ダ・シウヴァ
ドゥルヴァウ（Durval）ことセヴェリーノ・ドス・ハモス・ドゥルヴァウ・ダ・シウヴァ（Severino dos Ramos Durval da Silva, 1980年7月11日 - ）は、ブラジル・パライバ州クルス・ド・エスピリト・サントの元サッカー選手。元ブラジル代表。ポジションはDF。

## クラブ経歴
コンフィアンサECの下部組織出身で、1999年にウニボウ・ペルナンブーコFCで選手となった。その後、ボタフォゴ-PB、ブラジリエンセFC、アトレチコ・パラナエンセに在籍した。
2006年にスポルチ・レシフェに加入。カンピオナート・ブラジレイロ・セリエBでは33試合に出場し、カンピオナート・ブラジレイロ・セリエA昇格に貢献、昇格後もレギュラーとして活躍した。
2010年にサントスFCに移籍。2014年に再びスポルチに移籍し、2018年の出場を以て2019年に選手引退をした。

## 代表経歴
2012年11月21日に行われたスーペルクラシコ・デ・ラス・アメリカスでブラジル代表として唯一の出場をした。